# Monako na letnich igrzyskach olimpijskich
Reprezentanci Monako występują na letnich igrzyskach olimpijskich od 1920 roku, zadebiutowali wtedy podczas igrzysk w Antwerpii i od tamtej pory rywalizowali na wszystkich zawodach, prócz igrzysk w 1932, 1956 i 1980 roku. Do 2008 roku kraj reprezentowało 58 zawodników i jedna zawodniczka w konkurencjach sportowych oraz czterech zawodników w Olimpijskim Konkursie Sztuki i Literatury.
Najliczniejsza reprezentacja Monako na letnich igrzyskach wystąpiła w 1960 (11 osób), a najmniejsza - w 1964 i 1984 roku (1 osoba). 
Najmłodszym reprezentantem był żeglarz Jean-Pierre Crovetto (18 lat 71 dni w 1960 roku), a najstarszym strzelec Paul Cerutti (65 lat 231 dni w 1976 roku).
Jedynym medalistą jest Julien Médécin -  zdobył brązowy medal na igrzyskach w 1932 roku w Los Angeles w Konkursie Sztuki i Literatury, dlatego jego medal nie jest liczony w klasyfikacji medalowej wszech czasów.
Organizacją udziału reprezentacji Monako na igrzyskach zajmuje się Comité Olympique Monégasque.

## Klasyfikacja medalowa
| Miejsce             | Złoto | Srebro | Brąz | Razem |
| ------------------- | ----- | ------ | ---- | ----- |
| 1920 Antwerpia      | 0     | 0      | 0    | 0     |
| 1924 Paryż          | 0     | 0      | 0    | 0     |
| 1928 Amsterdam      | 0     | 0      | 0    | 0     |
| 1936 Berlin         | 0     | 0      | 0    | 0     |
| 1948 Londyn         | 0     | 0      | 0    | 0     |
| 1952 Helsinki       | 0     | 0      | 0    | 0     |
| 1960 Rzym           | 0     | 0      | 0    | 0     |
| 1964 Tokio          | 0     | 0      | 0    | 0     |
| 1968 Meksyk         | 0     | 0      | 0    | 0     |
| 1972 Monachium      | 0     | 0      | 0    | 0     |
| 1976 Montreal       | 0     | 0      | 0    | 0     |
| 1984 L.A.           | 0     | 0      | 0    | 0     |
| 1988 Seul           | 0     | 0      | 0    | 0     |
| 1992 Barcelona      | 0     | 0      | 0    | 0     |
| 1996 Atlanta        | 0     | 0      | 0    | 0     |
| 2000 Sydney         | 0     | 0      | 0    | 0     |
| 2004 Ateny          | 0     | 0      | 0    | 0     |
| 2008 Pekin          | 0     | 0      | 0    | 0     |
| 2012 Londyn         | 0     | 0      | 0    | 0     |
| 2016 Rio de Janeiro | 0     | 0      | 0    | 0     |
| 2020 Tokio          | 0     | 0      | 0    | 0     |